# 鍋嵐
鍋嵐（なべわらし）は丹沢山地東部、神奈川県愛甲郡清川村にある標高817 mの山である。

## 概要
丹沢山地の南東部にそびえる大山(1,252 m)の約5 km北側に位置する山で、周辺の山々とともに丹沢大山国定公園に指定されている。北峰と南峰からなる双耳峰で、南峰の方がわずかに標高が高い。山頂部は樹林に覆われているため、展望はほとんどない。
宮ヶ瀬湖の湖畔や大山三峰山の北にある物見峠などから山頂へ至る薄い踏み跡があるが、一般登山道は整備されておらず、ルートファインディングが難しい熟練者向けのコースとなっている。

## 山名の由来
鍋の付く山名は、日本全国に見られ、同じ丹沢山地では表丹沢の鍋割山がある。これらの鍋が付く山の名称は、鍋に似た山体に由来することが多い。しかし、鍋嵐では鍋形とは考えにくい山容を持つことから、鍋ではなく、山に自生する薬草のナベワリが転訛したことに由来すると考えられている。
現在の昭文社の地図では鍋嵐の表記になっているが、かつて別の地図では鍋荒と記されたものも存在した。かつて、山頂には片仮名でナベワラシと書かれた手製の看板が木に括り付けられていたが、現在は漢字で書かれたものに掛け替えられた。

## 周辺の地理

### 周辺の山
- 辺室山 (653 m)
- 経ヶ岳 (633 m)
- 仏果山 (747 m)
- 大山三峰山 (935 m)
- 西沢ノ頭 (1,094 m)
- 大山 (1,252 m)

### 周辺の河川
- 中津川 - 鍋嵐の西側を流れる川。川沿いに神奈川県道70号線が走り、県道沿いにはキャンプ施設が点在する。
- 唐沢川 - 中津川の支流のひとつで、鍋嵐の南西を流れる。
- 物見沢 - 鍋嵐の南側を流れる川。物見峠を水源とする川で、唐沢川の支流のひとつ。